# Idaho Falls
Idaho Falls est une ville américaine du comté de Bonneville, dans l'Idaho. C'est la plus grande ville de l'Idaho oriental. Selon le recensement de 2010, la population de Idaho Falls s'élève à 56 813 habitants, l'agglomération en compte 136 108. En 2013, la population était estimée à 58 292 habitants.
Idaho Falls est la principale ville de la région métropolitaine d'Idaho Falls et de la zone statistique combinée Idaho Falls-Blackfoot. C'est également la plus grande ville de l'État à l'extérieur de l'agglomération de Boise, la troisième plus grande zone métropolitaine derrière Boise (Boise City-Nampa) et Cœur d'Alene, limitrophe de la région métropolitaine Spokane (Washington).
Idaho Falls sert de plaque tournante à l'ensemble de l'est de l'Idaho et à une grande partie de l'ouest du Wyoming. En raison de sa vitalité économique relative, de sa qualité de vie élevée et de sa proximité avec les loisirs de plein air de classe mondiale, elle est souvent mentionnée dans les listes de publications de « meilleurs endroits où vivre ». La région est desservie par l'Idaho Falls Regional Airport et abrite l'équipe de baseball des ligues mineures Idaho Falls Chukars et Idaho Mustangs, une équipe de football semi-professionnelle qui joue dans la Rocky Mountain Football League.

## Géographie
La ville d'Idaho Falls est située dans la partie orientale de la plaine de la rivière Snake, a une altitude de 1 400 m. Elle est arrosée par la rivière Snake. L'aire métropolitaine de Idaho Falls-Blackfoot comptait 122 995 habitants en 2008 et se classait au troisième rang des aires métropolitaines de l'Idaho pour sa population derrière Boise City-Nampa et Cœur d'Alene.

## Histoire
À l'origine, à l'emplacement actuel de la ville, il n'y avait qu'un pont en bois construit en 1865 par Matt Taylor. Ce pont franchissait d'étroites gorges creusées par la rivière Snake dans de la roche basaltique et remplaçait un service de bac située 11 km plus en amont sur la rivière. Ce pont permit à une nouvelle vague de pionniers de migrer vers l'ouest après l'élimination dans la région de toute  résistance Shoshone lors du massacre de Bear River en 1863. Une banque privée (la quatrième dans l'Idaho), une écurie servant de pension pour les chevaux, un petit hôtel et une auberge virent le jour en 1865 à proximité du pont. En 1866, la ville naissante possédait son propre service postal. La ville pris le nom de Eagle Rock en 1872, du nom d'un îlot rocheux lieu d'habitat d'un grand nombre d'aigles situé au niveau de l'ancien passage du bac. Pendant plusieurs années il n'y eut que quelques éleveurs de bétail dans la région. En 1879 le chemin de fer arriva dans la ville. La nouvelle ligne en construction était exploitée par l'Union Pacific Railroad et devait relier le nord de l'Utah à la cité minière de Butte dans le Montana. Un pont ferroviaire en acier construit à Athens en Pennsylvanie fut installé au-dessus de la rivière Snake pour permettre son franchissement. Avec l'arrivée du train les premiers fermiers s'établirent dans la haute vallée de la Snake River. En 1891 la ville  fut rebaptisée Idaho Falls par les habitants en référence aux rapides de  la rivière Snake au niveau du pont. En 1895, le plus grand canal d'irrigation au monde, appelé le Great Feeder (le grand nourricier), permit de transformer des milliers d'hectares de désert en des terrains agricoles dans le voisinage d'Idaho Falls. La culture de la betterave, de la pomme de terre, des céréales, des pois et de la luzerne s'y développèrent, et en firent une des régions agricoles les plus prospères d'Amérique du Nord.

## Démographie
| 1900  | 1910  | 1920  | 1930  | 1940   | 1950   |
| ----- | ----- | ----- | ----- | ------ | ------ |
| 1 262 | 4 827 | 8 064 | 9 429 | 15 024 | 19 218 |

| 1960   | 1970   | 1980   | 1990   | 2000   | 2010   |
| ------ | ------ | ------ | ------ | ------ | ------ |
| 33 161 | 35 776 | 39 739 | 43 929 | 50 730 | 56 813 |

En 2000, la ville comptait 50 730 habitants répartis en 18 793 foyers et 13 173 familles. La densité de population était de 1 147,4 hab/km2.
La pyramide des âges est la suivante
- < 18 : 30,3 %
- 18–25 : 10,1 %
- 25–44 : 27,6 %
- 45–64 : 29,9 %
- > 64 : 11,1 %

avec un âge médian de 32 ans. La proportion d'hommes est de 97,9 pour 100 femmes ; 94,8 pour 100 femmes pour les plus de 18 ans.
La population est à grande majorité blanche (92 %) avec des minorités asiatiques (1,05 %), noire (0,62 %), amérindienne (0,76 %) et diverse (5 % autres ou multiethniques).  Les hispaniques, toutes « races » confondues, représentent 7 % de la population. Les cinq ethnies les plus représentées sont les Anglais 22 %, les Allemands 16 %, les Irlandais 7 %, les Mexicains 5 % et les Suédois 4 %.
Le revenu médian par foyer (2000) est de 40 512 dollars annuels ; les hommes gagnent 39 082 dollars contre 23 001 pour les femmes. Le revenu per capita est de 18 857 dollars. Le taux de pauvreté est de 10,9 % pour l'ensemble de la population ; 12,7 % pour les moins de 18 ans et 6,3 % pour les seniors (> 64 ans).  7,8 % des familles vivent sous le seuil de pauvreté.

## Jumelage
Tokaimura (Japon)

## Résidents connus
- Wilson Rawls, écrivain pour enfants
- Brandi Sherwood, miss USA 1997
- Abubica (L'Abubique), batteur de CTR